# Mangatarem
Mangatarem is een gemeente in de Filipijnse provincie Pangasinan op het eiland Luzon. Bij de laatste census in 2007 had de gemeente ruim 65 duizend inwoners.

## Geografie

### Bestuurlijke indeling
Mangatarem is onderverdeeld in de volgende 82 barangays:
| - Andangin - Arellano Street - Bantay - Bantocaling - Baracbac - Peania Pedania - Bogtong Bolo - Bogtong Bunao - Bogtong Centro - Bogtong Niog - Bogtong Silag - Buaya - Buenlag - Bueno - Bunagan - Bunlalacao - Burgos Street - Cabaluyan 1st - Cabaluyan 2nd - Cabarabuan - Cabaruan - Cabayaoasan - Cabayugan - Cacaoiten - Calumboyan Norte - Calumboyan Sur - Calvo - Casilagan | - Catarataraan - Caturay Norte - Caturay Sur - Caviernesan - Dorongan Ketaket - Dorongan Linmansangan - Dorongan Punta - Dorongan Sawat - Dorongan Valerio - General Luna - Historia - Lawak Langka - Linmansangan - Lopez - Mabini - Macarang - Malabobo - Malibong - Malunec - Maravilla - Maravilla-Arellano Ext. - Muelang - Naguilayan East - Naguilayan West - Nancasalan - Niog-Cabison-Bulaney - Olegario-Caoile | - Olo Cacamposan - Olo Cafabrosan - Olo Cagarlitan - Osmeña - Pacalat - Pampano - Parian - Paul - Pogon-Aniat - Pogon-Lomboy - Ponglo-Baleg - Ponglo-Muelag - Quetegan - Quezon - Salavante - Sapang - Sonson Ongkit - Suaco - Tagac - Takipan - Talogtog - Tococ Barikir - Torre 1st - Torre 2nd - Torres Bugallon - Umangan - Zamora |

## Demografie
Mangatarem had bij de census van 2007 een inwoneraantal van 65.366 mensen. Dit zijn 4.423 mensen (7,3%) meer dan bij de vorige census van 2000. De gemiddelde jaarlijkse groei komt daarmee uit op 0,97%, hetgeen lager is dan het landelijk jaarlijks gemiddelde over deze periode (2,04%).